# Кара Дервиш
Хикмет Поладзаде (более известный под сценическим псевдонимом Кара Дервиш, азерб. Qara Dərviş; род. 1990) — азербайджанский рок-музыкант.

## Биография
Кара Дервиш (Черный дервиш) родился 11 октября 1990 года в Баку в семье педагогов, с раннего детства занимался музыкой, закончил персидскоязычную гимназию имени Сеида Джафара Пишевари. Параллельно с учебой в Азербайджанском университете архитектуры и строительства занимался вокалом и композицией в Бакинской музыкальной академии.

## Творчество
Первый демо-альбом Кара Дарвиш вышел в 2008 году. В том числе в альбоме были представлены стихи выдающегося азербайджанского поэта и философа XIV—XV веков Имадеддина Насими, что стало первым примером использования средневекового арабского типа стихосложения газель в жанре металла в Азербайджане и мире в целом. Сольный концерт Кара Дервиш в городе Сумгаит в 2010 году вновь запустил развитие рок движения страны, которое пришло в упадок после распада азербайджанской хард-рок группы Юху в 2001 году. В 2010 Кара выступал на одной сцене с американской известной инди-рок группой Brazzaville, презентуя азербайджанскую рок-музыку. Завершив обучение в университете, Кара Дервиш провел год на военной службе.
После вынужденного перерыва он вернулся к творчеству, в котором использовал тексты современного азербайджанского писателя Анара, аранжировал музыку Эмина Сабитоглу в песне İncəbellim. После достижения широкой популярности у местной публики, Кара выступает в проекте TED-Baku 2013 года. В том же году они выступили в бакинском Зеленом театре совместно с американской альтернативной группой Filligar, которая была назначена правительством США культурными дипломатами и совершала большой международный тур. Тем самым, музыка Кара Дервиш представил культуру Азербайджана на международном уровне.
После получения образования в области звукорежиссуры и продакшена в Стамбульском институте SAE (2013), и получения степени магистра в Университете Бахчешехир (2014), он выпускает свой первый альбом «National Pearls» (2015), который создан при участии всемирно признанного певца, исполнителя мугамов Алима Гасымова, и азербайджанского исполнителя на балабане Алихана Самедова.
Альбом записывался в течение в 3 лет в Баку, Тифлисе и Стамбуле студиями Darvisch Creative Sounds, SAE Istanbul, BAU, Dodo, и был выпущен компанией Sekiz Müzik Yapım. После этого Кара вернулся в Азербайджан, снял в Баку клипы Keçmiş (Прошлое), Yorğun (Утомленный), Yağmur (Дождь). В 2017 году он выпустил клип на песню Yalandır Dünya (Мир лжет) в дуэте с народной артисткой Азербайджана Нисой Гасымовой . В настоящее время Кара живет в Стамбуле и продолжает сотрудничать со многими известными артистами Азербайджана и Турции.

## Дискография
Кара Дервиш стремится концентрироваться в своем творчестве на текстах и собственной философии, смешивают в музыке различные направления рока, народную и классическую музыку.

### Синглы
- Sığmazam — 2008
- Saxtakar — 2008
- Sabahım, yoxsa son gecəm — 2009
- İnsan — 2009
- Sərxoş — 2010
- İstəmə — 2012
- Yalan həqiqətlər — 2012
- İncəbellim — 2013

- Bağışla — 2014
- Cəsəd Sevdası — 2014
- Yenilməz Batalyon (Teymurun Mahnısı) — 2015
- Sən Ey Uşaqlıq — 2015
- Zibeydə — 2015
- Çıx Yaşıl Düzə — 2015
- Sarı Gəlin — 2015
- Синяя Вечность — 2015
- Qocalmısan — 2016
- Sürgün — 2016
- Keçmiş — 2016
- Yorğun — 2017
- Yağmur — 2017
- Qafil Oyan — 2017
- Üsyan — 2017
- Yalandı Dünya — 2017
- Yaşa mənim xalqım / Azərbaycan — 2018
- Sən günəşsən — 2018
- Əlvida — 2018

## Клипы
| Название клипа | Время выпуска | Режиссер           | Сценарий    | Включен в альбом |
| -------------- | ------------- | ------------------ | ----------- | ---------------- |
| Keçmiş         | Январь, 2016  | Araz Pourvatan     | Кара Дервиш | Məktub           |
| Yorğun         | Август, 2016  | Кара Дервиш        | Кара Дервиш | Məktub           |
| Yağmur         | Май, 2016     | Ceyhun Şahverdiyev |             | Məktub           |
| Yalandı dünya  | Октябрь, 2016 | Кара Дервиш        |             |                  |